# Mongolie aux Deaflympics
La Mongolie participe 5 fois aux Deaflympics d'été depuis 1997. Le pays n'a jamais participé aux Deaflympics d'hiver.

## Bilan général
L'équipe de Mongolie obtient 11 médailles des Deaflympics donc 1 or, 2 argent et 9 bronze.
| Année | Médaille d'or, Jeux olympiques | Médaille d'argent, Jeux olympiques | Médaille de bronze, Jeux olympiques | Total | Rang |
| 1997  | 0                              | 0                                  | 1                                   | 1     | NC   |
| 2001  | 0                              | 1                                  | 1                                   | 2     | 37e  |
| 2005  | 0                              | 0                                  | 1                                   | 1     | 39e  |
| 2009  | 1                              | 0                                  | 2                                   | 3     | 29e  |
| 2013  | 0                              | 1                                  | 3                                   | 4     | 36e  |
| Total | 1                              | 2                                  | 8                                   | 11    |      |